# Tylophora laevigata
Tylophora laevigata är en oleanderväxtart som beskrevs av Joseph Decaisne. Tylophora laevigata ingår i släktet Tylophora och familjen oleanderväxter. Inga underarter finns listade i Catalogue of Life.